# Polajnar
Polajnar je priimek več znanih Slovencev:
- Albin Polajnar (1924–2016), slikar, kipar
- Ada Polajnar Pavčnik (*1947), pravnica, univ. profesorica
- Andrej Polajnar (*1944), strojnik, univ. profesor
- Anton Polajnar (1921–1988), politik, sindikalist
- Barbara Polajnar, performerka, producentka, kulturologinja
- Ciril Polajnar - Čibe (1921–1982?), politik
- Emil Polajnar, statistik
- Ignac (Nace) Polajnar (*1948), politik, učitelj in sociolog
- Nace (Ignac) Polajnar, pisatelj
- Ivan Polajnar (1944–2015), inženir strojništva
- Janez Polajnar (*1960), geograf, hidrolog, športni trener (kajak, kanu)
- Janez Polajnar (*1977), zgodovinar, kustos
- Janja Polajnar Lenarčič, germanistka
- Jernej Polajnar, biolog, wikipedist
- Katarina Polajnar Horvat (*1982), geografinja, ekologinja
- Klemen Polajnar, kolesar
- Marko Polajnar (*1985), strojnik tribolog
- Milica Polajnar (1915–2014), operna pevka sopranistka
- Nataša Polajnar Frelih, umetnostna zgodovinarka
- Tatjana (Tanja) Polajnar, rokometašica
- Tomaž Polajnar, planinski publicist